# Marcel Delrieu
Pour les articles homonymes, voir Delrieu.
Marcel Delrieu, né le 8 décembre 1900 à Khroub (Algérie) et mort le 7 octobre 1982 à Neuilly-sur-Seine (Hauts-de-Seine), est un homme politique français.

## Biographie
Son père, Eugène Delrieu, a été maire de Khroub.
Il est le président de l'Assemblée algérienne.
En 1952, il est élu au Conseil de la République.
En 1957, il s'oppose à la loi-cadre avec Henri Borgeaud, Étienne Gay, Marcel Rogier et Laurent Schiaffino.